# Orden del Águila Estense
La Orden del Águila Estense bajo la invocación de San Contardo de Este fue una orden de caballería existente en el Ducado de Módena para recompensar los servicios prestados a su soberano, su familia o al propio ducado.

## Historia
La orden fue instituida el 27 de diciembre de 1855 por Francisco V de Módena mediante motu proprio dado en el palacio ducal de Módena. En el mismo se establecía la orden, su denominación y se anunciaba que sus insignias y estatutos serían dados en un real decreto próximo. Este Real Decreto fue firmado por Francisco V, el día siguiente, 28 de diciembre; en el mismo se establecían los estatutos de la orden recién instituida. Los estatutos constaban de 26 artículos y regulaban la organización básica y las insignias de la orden. Finalmente el 29 de diciembre Francisco V aprobó el reglamento de la orden, documento que definía el funcionamiento administrativo de la misma. Pese a la incorporación del ducado al reino de Cerdeña, Francisco V continuó nombrando caballeros de la orden en el exilio hasta su muerte.

## Clases
La orden se componía de tres clases:
- Caballero gran cruz.
- Caballero comendador.
- Caballero.

Cada una de las clases estaba dividida a su vez según se otorgase la orden por méritos civiles o militares. Se establecían límites máximos para los ciudadanos del ducado dentro de cada clase: 10 caballeros grandes cruces, 20 caballeros comendadores, 60 caballeros. A pesar de ello, los estatutos permitían nombrar miembros supernumerarios, previendo una diferencia en las insignias, para los mismos.
La orden confería la nobleza hereditaria en el caso de las clases de caballero gran cruz y caballero comendador, y la nobleza personal en el caso de los caballeros. En todos los casos el ennoblecimiento no era automático y  debía recogerse expresamente esta circunstancia en el real decreto en el que se confería la clase correspondiente.

## Insignias
Según el artículo decimocuarto de los estatutos, la cruz de la orden era de la forma siguiente:
Una cruz de esmalte blanco listada de azul ultramar, subdividida en ocho puntas terminadas en pequeños globos de oro. En el medio de la cruz sobresale un escudo azul rodeado de una lista blanca. Sobre el escudo se encuentra en relieve el águila blanca, insignia de la casa de Este. En lo alto de la lista está inscrito el antiguo moto "PROXIMO SOLI" y en lo bajo, el año de fundación. En la parte posterior del escudo, que es a su vez blanca rodeada de azul esta sobrepuesta la efigie en oro de San Contardo de Este, y en la lista se lee "S. CONTARDUS ATESTINUS". Entre los cuatro principales brazos de la cruz, desde el escudo, se encontrarán las cuatro letras: - E - S - T - E -.
La banda y cinta de la orden era blanca con dos listas azules a ambos lados, separadas del borde por dos estrechas listas blancas.
En el caso de los miembros de la orden por méritos militares, la cruz se remataba por un trofeo militar en oro, que servía de unión a la cinta o banda; en el caso de los miembros por méritos civiles, estaba rematada por una guirnalda de roble, esmaltada en verde. Los miembros supernumerarios remataban su cruz con una corona real.
La orden era llevada de la siguiente forma por cada uno de las clases:
|           |                      |                     |
| Caballero | Caballero comendador | Caballero gran cruz |

## Organización
El duque de Módena era soberano perpetuo de la orden.
La iglesia de la orden era la parroquia de la corte, la iglesia de Santo Domingo, en Módena .
La orden contaba con un gran canciller que era siempre el ministro de asuntos exteriores del ducado. La cancillería estaba compuesta por el gran canciller, un canciller encargado de los archivos, un secretario y un escribiente.